# Ekängens Friidrottsarena
Ekängens Friidrottsarena – wielofunkcyjny stadion w Eskilstunie, w Szwecji. Został otwarty 15 sierpnia 2001 roku. Posiada trybunę główną mającą 1000 miejsc siedzących. Stadion był areną lekkoatletycznych Mistrzostw Europy Juniorów 2015.